# Ignacio Pardo-Manuel de Villena y Egaña
Ignacio Pardo-Manuel de Villena y Egaña (San Sebastián, 18 de julio de 1907-Orihuela, 30 de septiembre de 1963) fue el VI marqués de Villa Alegre de Castilla, desde agosto de 1925, por cesión de su padre, hasta 1963 y caballero de la Soberana Orden de Malta. Era el segundo hijo varón de Alfonso de Pardo y Manuel de Villena, XIV marqués de Rafal, grande de España, IV marqués de Valdesilla y V marqués de Villa Alegre de Castilla, y de Ignacia María de Egaña y Aranzabe.
Su hermano Fernando, fue el XV marqués de Rafal, grande de España, pero al no tener descendencia hizo testamento a su favor.
Ignacio casó en París el 17 de febrero de 1931 con Isabel Simone Berthelemy Supervielle (1912-2006) y tuvieron cuatro hijos, María Ignacia, Santiago Pardo-Manuel de Villena y Berthelemy, que fue su heredero, Luis María y Pedro María. 
Falleció en Orihuela el 30 de septiembre de 1963 y, el año siguiente, le sucedió su hijo Santiago, en el marquesado de Villa Alegre de Castilla.